# Pago por visión
El pago por visión (en inglés, pay-per-view, PPV), también conocido como pago por evento (PPE), es una modalidad de televisión por suscripción, en la que el abonado paga por los eventos individuales que desea ver. Estos pueden ser encuentros deportivos, películas recién estrenadas, conciertos musicales importantes, etc. Habitualmente el sistema se comercializa como complemento a un paquete de canales de televisión que el abonado recibe continuamente de la forma tradicional, debiendo pagar, además de los eventos comprados, una cuota fija y habitualmente un contrato de arrendamiento por el equipo necesario.
A diferencia de los sistemas de vídeo bajo demanda, la señal se transmite de forma simultánea para todos los compradores. El canal empleado puede ser tanto digital como analógico, y el usuario no recibe señal, o la recibe distorsionada en tanto que no efectúa la «compra». La compra se puede realizar de forma automática, con el mando a distancia a través del propio equipo decodificador conectado a una línea telefónica o por el propio cable si se trata de televisión por cable; también de forma manual, a través de un distribuidor o realizando una llamada telefónica.
La necesidad del decodificador supone un inconveniente cuando se desea ver distintos contenidos en varias televisiones del abonado.
El sistema de pago por visión tiene su origen en los Estados Unidos en la década de los años 1970. El primer acontecimiento relevante en PPV fue el combate entre Sugar Ray Leonard y Thomas Hearns (The Hitman) en 1981.

## PPV en Latinoamérica

### Chile
En Chile, los más famosos son TNT Sports, (previamente Canal del Fútbol), Canal del Deporte Olímpico, DSports, HBO, etc.

### Argentina
La Liga Profesional de Fútbol Argentino se emite en simultáneo por TNT Sports, ESPN Premium y ESPN Extra emite en exclusiva y en vivo los partidos de Rugby y Polo para todo el país y el resto de Latinoamérica. En la Zona Interior TyC Sports emite la Copa Argentina, el TC2000, Súper TC2000 y el Top Race.

### Brasil
En el fútbol los partidos de la Serie A, la Serie B y la Serie C se transmiten en forma exclusiva y en vivo por Premiere.

### Colombia
El 30 de noviembre de 2018 en la asamblea de la Dimayor con 35 votos a favor y 1 en contra, fue aprobado el canal prémium para los partidos más importantes del Fútbol Profesional Colombiano (es decir, los equipos que jueguen contra Atlético Nacional, Millonarios, América, Deportivo Cali y Junior de Barranquilla irán por dicho canal). Este canal, bautizado como Win+ Fútbol, comenzó sus trasmisiones en enero de 2020, donde por lo menos se emitirían en promedio de cinco a diez partidos de la A, dos de la B, dos de Copa Colombia y todos los de Liga Femenina, por lo cual se acabaría las transmisiones por televisión abierta, es decir, RCN no transmitiría los partidos del FPC.

### Ecuador
En el fútbol todos los partidos de fútbol, lucha libre, entre otros deportes se pueden apreciar por señal pagada por medio de antenas de cable como: DIRECTV, Univisa Digital, entre otros.

### México
Los más famosos son: La UFC Network, donde transmite en vivo las Artes marciales mixtas de la Ultimate Fighting Championship, WWE Network donde transmiten lucha libre profesional de la empresa World Wrestling Entertainment.

### Perú
En el fútbol la mayoría de los partidos de la Liga 1, se transmiten en forma exclusiva y en vivo por el canal premium Liga 1 Max.